# De Tour Village (Míchigan)
De Tour Village es una villa ubicada en el condado de Chippewa en el estado estadounidense de Míchigan. En el Censo de 2010 tenía una población de 325 habitantes y una densidad poblacional de 14,98 personas por km².

## Geografía
De Tour Village se encuentra ubicada en las coordenadas 45°58′59″N 83°54′48″O / 45.98306, -83.91333. Según la Oficina del Censo de los Estados Unidos, De Tour Village tiene una superficie total de 21.7 km², de la cual 9.18 km² corresponden a tierra firme y (57.69%) 12.52 km² es agua.

## Demografía
Según el censo de 2010, había 325 personas residiendo en De Tour Village. La densidad de población era de 14,98 hab./km². De los 325 habitantes, De Tour Village estaba compuesto por el 82.77% blancos, el 0% eran afroamericanos, el 12.92% eran amerindios, el 0% eran asiáticos, el 0% eran isleños del Pacífico, el 0% eran de otras razas y el 4.31% pertenecían a dos o más razas. Del total de la población el 0.62% eran hispanos o latinos de cualquier raza.